# فيليبي غيدوز
فيليبي غيدوز (12 يوليو 1993 في البرازيل - ) هو لاعب كرة قدم أوروغواني وبرازيلي في مركز الوسط. شارك مع منتخب البرازيل تحت 23 سنة لكرة القدم. أما مع النوادي، فقد لعب مع ديفينسور سبورتينغ ونادي كلوب بروج.

## روابط خارجية
- فيليبي غيدوز على موقع إي إس بي إن إف سي (الإنجليزية)
- فيليبي غيدوز على موقع قاعدة بيانات كرة القدم.إي يو (الإنجليزية)
- فيليبي غيدوز على موقع Soccerway.com (الإنجليزية)
- فيليبي غيدوز على موقع عالم كرة القدم.نت (الإنجليزية)
- فيليبي غيدوز على موقع AS.com (الإسبانية)